# خانه گلاوی
خانه گلاوی مربوط به دوره پهلوی است و در بیرجند، خیابان منتظری۴، پلاک ۳۱ واقع شده و این اثر در تاریخ ۲۵ اسفند ۱۳۸۰ با شمارهٔ ثبت ۵۶۷۹ به‌عنوان یکی از آثار ملی ایران به ثبت رسیده است.